# Омагьосан ден
„Омагьосан ден“ (на английски: Groundhog Day) е американски филм от 1993 година, романтична комедия на режисьора Харолд Реймис по негов сценарий в съавторство с Дани Рубин.
В центъра на сюжета е егоцентричен телевизионен водещ, принуден да отразява местно събитие в провинциално градче, който по неясна причина преживява отново и отново един и същ ден. Главните роли се изпълняват от Бил Мъри и Анди Макдауъл.

## Актьорски състав
| Актьор            | Роля         |
| ----------------- | ------------ |
| Бил Мъри          | Фил Конърс   |
| Анди Макдауъл     | Рита Хенсън  |
| Крис Елиът        | Лари         |
| Стивън Тоболовски | Нед Райърсън |

## Награди и номинации
През 2006 г. филмът е включен в Националния филмов регистър.
| Награда          | Категория                      | Номиниран(и)                   | Резултат  |
| ---------------- | ------------------------------ | ------------------------------ | --------- |
| Награда на БАФТА | Най-добър оригинален сценарий  | Дани Рубин и Харолд Реймис     | награда   |
| Сатурн           | Най-добра актриса              | Анди Макдауъл                  | награда   |
| Сатурн           | Най-добър фентъзи филм         | Най-добър фентъзи филм         | номинация |
| Сатурн           | Най-добри костюми              | Най-добри костюми              | номинация |
| Сатурн           | Най-добър актьор               | Бил Мъри                       | номинация |
| Сатурн           | Най-добър режисьор             | Харолд Реймис                  | номинация |
| Сатурн           | Най-добър сценарий             | Дани Рубин и Харолд Реймис     | номинация |
| Награда „Хюго“   | Най-добро сценично представяне | Най-добро сценично представяне | номинация |